# 河口湖音楽と森の美術館
河口湖音楽と森の美術館（かわぐちこおんがくともりのびじゅつかん）は、山梨県南都留郡富士河口湖町河口に存在する美術館。

## 沿革
- 1997年11月 - 株式会社うかいが、河口湖オルゴールの森の建設を決定。同社の美術館事業部の一つの館として運営されることが決定。株式会社河口湖うかいを設立
- 1999年9月 - 『UKAI河口湖オルゴールの森』として開館
- 2007年3月 - 株式会社うかいが、河口湖うかいにUKAI河口湖オルゴールの森を事業譲渡
- 2011年
  - 3月 - 株式会社うかいが、河口湖うかい株式をキャピタル・アドバイザリー株式会社へ譲渡
  - 4月 - 株式会社河口湖オルゴールの森を設立
  - 5月 - 施設名称を『UKAI河口湖オルゴールの森美術館』から『河口湖オルゴールの森美術館』へ変更
- 2020年1月1日 - 施設名称を『河口湖音楽と森の美術館』へ変更[2][3]